# Cis signatus
Cis signatus là một loài bọ cánh cứng trong họ Ciidae. Loài này được Sharp miêu tả khoa học năm 1879.